# Europa Cup (vrouwenhandbal) 1976/77
De European Champions Cup 1976/77 is de hoogste internationale club handbalcompetitie in Europa wat door de Internationale Handbalfederatie (IHF) organiseert.

## Deelnemers
| - CSKA Sofia: Kampioen van Bulgarije - Frederiksberg IF: Kampioen van Denemarken - TuS Eintracht Minden: Kampioen van Duitsland - SC Leipzig: Kampioen van DDR - Paris Université Club: Kampioen van Frankrijk - Vasas Budapest: Kampioen van Hongarije - Hapoel Rehovot: Kampioen van Israël - Fram Reykjavík: Kampioen van IJsland - Radnički Belgrado: Kampioen van Joegoslavië - Idem Hellas: Kampioen van Nederland | - IL Vestar: Kampioen van Noorwegen - Union Admira Landhaus: Kampioen van Oostenrijk - AZS Wrocław: Kampioen van Polen - CSU Timișoara: Kampioen van Roemenië - Spartak Kyiv: Kampioen van de Sovjet-Unie - Medina Saragossa: Kampioen van Spanje - TJ Štart: Kampioen van Tsjecho-Slowakije - Stockholmspolisens IF: Kampioen van Zweden - LC Brühl: Kampioen van Zwitserland |

## Eerste ronde
| Team 1      | Score   | Team 2               | 1       | 2       |
| ----------- | ------- | -------------------- | ------- | ------- |
| AZS Wrocław | 26 – 43 | Spartak Kyiv         | 15 – 18 | 11 – 25 |
| TJ Štart    | 32 – 21 | TuS Eintracht Minden | 18 – 08 | 14 – 13 |
| CSKA Sofia  | 36 – 15 | Hapoel Rehovot       | 19 – 08 | 17 – 07 |

## Achtste finale
| Team 1                | Score   | Team 2                | 1       | 2       |
| --------------------- | ------- | --------------------- | ------- | ------- |
| Medina Saragossa      | 19 – 67 | SC Leipzig            | 11 – 32 | 08 – 35 |
| Union Admira Landhaus | 22 – 41 | TJ Štart              | 10 – 19 | 12 – 22 |
| CSU Timișoara         | 33 – 20 | Paris Université Club | 20 – 09 | 13 – 11 |
| Frederiksberg IF      | 20 – 37 | Spartak Kyiv          | 13 – 13 | 07 – 24 |
| Radnički Belgrado     | 48 – 17 | Fram Reykjavík        | 26 – 07 | 22 – 10 |
| LC Brühl              | 22 – 29 | Idem Hellas           | 12 – 12 | 10 – 17 |
| Stockholmspolisens IF | 21 – 22 | IL Vestar             | 14 – 10 | 07 – 12 |
| CSKA Sofia            | 26 – 32 | Vasas Budapest        | 14 – 17 | 12 – 15 |

## Kwartfinale
| Team 1            | Score   | Team 2        | 1       | 2       |
| ----------------- | ------- | ------------- | ------- | ------- |
| Radnički Belgrado | 30 – 21 | CSU Timișoara | 18 – 11 | 12 – 10 |
| Vasas Budapest    | 21 – 23 | Spartak Kyiv  | 13 – 10 | 08 – 13 |
| SC Leipzig        | 30 – 23 | TJ Štart      | 17 – 14 | 13 – 09 |
| IL Vestar         | 28 – 15 | Idem Hellas   | 12 – 08 | 16 – 07 |

## Halve finale
| Team 1            | Score   | Team 2       | 1       | 2       |
| ----------------- | ------- | ------------ | ------- | ------- |
| SC Leipzig        | 30 – 16 | IL Vestar    | 17 – 08 | 13 – 08 |
| Radnički Belgrado | 29 – 32 | Spartak Kyiv | 16 – 17 | 13 – 15 |

## Finale
| 30 april 1977 | Spartak Kyiv | 15 – 7 | SC Leipzig           | Kiev, Sovjet-Unie Toeschouwers: 3000 Scheidsrechters: Slatkin, Korec (CSK) |
| 30 april 1977 | Turtschyna 7 | (8–2)  | Kretzschmar, Uhlig 2 | Kiev, Sovjet-Unie Toeschouwers: 3000 Scheidsrechters: Slatkin, Korec (CSK) |
| 30 april 1977 |              |        |                      | Kiev, Sovjet-Unie Toeschouwers: 3000 Scheidsrechters: Slatkin, Korec (CSK) |

|              |
|              |
|              |
| Spartak Kyiv |
| 6de titel    |